# Selena Gilmore
Selena Gilmore (?-24. siječnja 1930.), tridesetpetogodišnja žena, kći Mitcha i Charity Gilmore; pogubljena je u Alabami na električnoj stolici 24. siječnja 1930. godine zbog ubojstva bijelog konobara kojega je ubila iz sačmarice.
Pokopana je na Alabama State Prison Cemetery u okrugu Montgomery u Alabami.